# 詹姆斯·古達德
詹姆斯·古達德（英語：James Goddard；1983年3月30日—）是一位英格蘭游泳運動員。他擅長仰泳項目。他代表英國參加了2004年和2008年奧運會。他也代表英格蘭參加過英聯邦運動會。